# オロフ・セルシウス

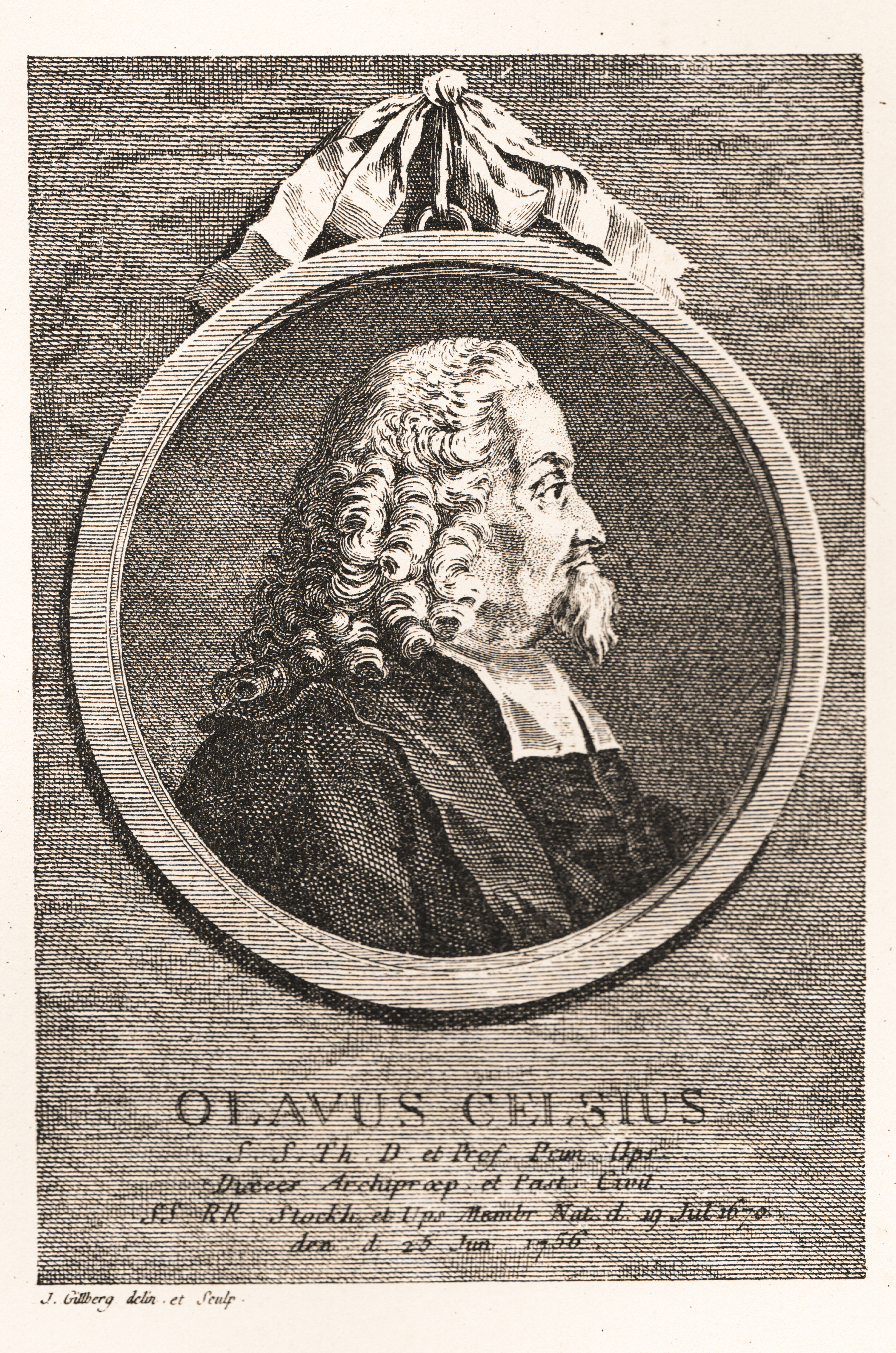
Olof Celsius der Ältere. Kupferstich.

オロフ・セルシウス（Olof Celsius、同名の政治家、歴史家の息子、Olof Celsius den yngre（1716-1794 ）と区別するために、Olof Celsius den äldreとも、1670年7月19日 - 1756年6月24日)は、スウェーデンの植物学者、言語学者、ルーン文字研究者、神学者である。ウプサラ大学でカール・フォン・リンネの生涯の転機となったとされるエピソードを持つ人物である。

## 略歴
ウプサラで生まれた。父親は歴史の学者で、温度計の研究で有名なアンデルス・セルシウスは甥にあたる。経済的な困難さはあったが、国王 カール11世の援助で卒業することができた。
ヨーロッパで学んだ後、1699年にウプサラ大学の准教授となり、1703年にギリシャ語の教授となった。1715年に東洋学の教授となり、1719年に神学博士となり、1727年にプロテスタント神学の教授、1736年に大主教（Dompropst）になった。1711年から1746年の間に7度大学の学長を務めた。
古代ユダヤ教の歴史や文化、スウェーデンの歴史、父親も研究したルーン文字の研究を専門とした。

## リンネとの関わり
ルンド大学で学んだ後、ウプサラ大学に進んだリンネは1729年には学資に困り大学を去ろうとしていた時に、植物園で聖書に出てくる植物についての著作をしようとしていたセルシウスに出会い、その植物の知識を認められて助手としての仕事で生活資金を得ることができたとされる。翌年にはウプサラ大学で植物学の講義をすることができるようになった。 リンネの助けを借りて執筆したHierobotanicon, sive, De plantis sacrae Scripturae dissertationes brevesはセルシウスをヨーロッパで有名にした。
リンネによってゴマノハグサ科の植物の属名、Celsiaに名前がつけられた。

## 著作
- Dissertatio philosophica de natura avium, etc. Uppsala, 1690 – Dissertation unter J. Schwede
- Historia linguæ et eruditionis Arabum. Uppsala, 1694
- De runis helsingicis... Rom, 1698
- Runae medelpadicae ab importuna crisi breviter vindicatae. Uppsala, 1726
- Monumenta runica, in quibus mentio habetur Hierosolymae, ad Christianos sunt referenda. 1733
- Olof Celsius upgifwer tilökning på några örter, fundna u Upland, sedan Catalogus Plantarum Uplandicarum utgafs år 1732.  Uppsala, 1740
- Hierobotanicon, sive, De plantis sacrae Scripturae dissertationes breves. Uppsala, 1745–1747